# ستيوارت كوبر
ستيوارت كوبر (بالإنجليزية: Stuart Cooper)‏ هو كاتب سيناريو ومخرج وممثل أمريكي، ولد في 1942 في الولايات المتحدة.

## وصلات خارجية
- ستيوارت كوبر على موقع IMDb (الإنجليزية)
- ستيوارت كوبر على موقع ألو سيني (الفرنسية)
- ستيوارت كوبر على موقع أول موفي (الإنجليزية)
- ستيوارت كوبر على موقع قاعدة بيانات الأفلام السويدية (السويدية)
- ستيوارت كوبر على موقع قاعدة بيانات الفيلم (الإنجليزية)
- ستيوارت كوبر على موقع كينوبويسك (الروسية)